# قنطيون برتقالي
قنطيون برتقالي (الاسم العلمي:Canthium aurantiacum) هو نوع من النباتات يتبع جنس القنطيون من الفصيلة الفوية.